# Escadron motocycliste de la Garde républicaine
L'escadron motocycliste de la Garde républicaine est une unité de la Garde républicaine française chargée de missions de sécurité et de représentation.
Elle assure les escortes protocolaires et de sécurité réservées au président de la République et aux souverains et chefs d'État étrangers en visite en France. L'escadron effectue également des d'escortes sensibles et participe à la sécurisation d'épreuves sportives se déroulant sur la voie publique, notamment le Tour de France depuis 1953.
L'escadron est implanté à la caserne de Rose à Dugny, en Seine-Saint-Denis (93).

## Histoire
En 1935, le Groupe spécial de la garde républicaine mobile de Satory met en œuvre un peloton de motocyclistes chargé d’assurer l’escorte du président de la République et des hautes personnalités françaises et étrangères. À la suite de l'armistice, la Garde personnelle du chef de l'État (le Maréchal Pétain) est créée à partir de personnels de la Gendarmerie nationale au sein de la 13e Légion de Clermont-Ferrand. Un peloton de 40 motocyclistes est mis sur pied et assure la sécurité du chef de l'État jusqu'à sa dissolution, en septembre 1944.
Le 1er janvier 1952, l’escadron motocycliste de la Garde Républicaine est créé à Maisons-Alfort au sein du régiment de cavalerie. Initialement composée de 10 motocyclistes, l'unité apparaît en raison de l’ouverture de l’aéroport international d’Orly, plus distant de Paris que celui du Bourget et donc trop éloigné pour les escortes à cheval traditionnelles. Le 20 juin 1952, Vincent Auriol bénéficiera de la première escorte présidentielle par l'unité, lors de la remise de la Croix de guerre 1939-1945 à l'École des officiers de la Gendarmerie nationale, à Melun.
En 1953, le Tour de France fait appel à l’unité pour sécuriser, tout au long de son périple, les coureurs et la caravane publicitaire. Depuis cette date, la sécurité de cet événement sportif devient l'une des missions annuelles de l'escadron,.
En août 1971, l'unité déménage en Seine-Saint-Denis, au Fort de Rosny. Elle ne quittera plus ce département. Le 1er octobre 1978, elle est rattachée au 1er régiment d'infanterie de la Garde républicaine. Elle prend ses quartiers à Drancy, l'année suivante, en septembre 1979. À partir de 2001, l'escadron est stationné à la caserne de Rose, à Dugny.
Depuis sa création, l'escadron motocycliste a assuré l'escorte de tous les présidents de la République mais également de nombreux chefs d'État étrangers, dont Dwight D. Eisenhower (septembre 1959), Nikita Khrouchtchev (mars 1960), John Fitzgerald Kennedy (juin 1961) et Élisabeth II.

## Missions

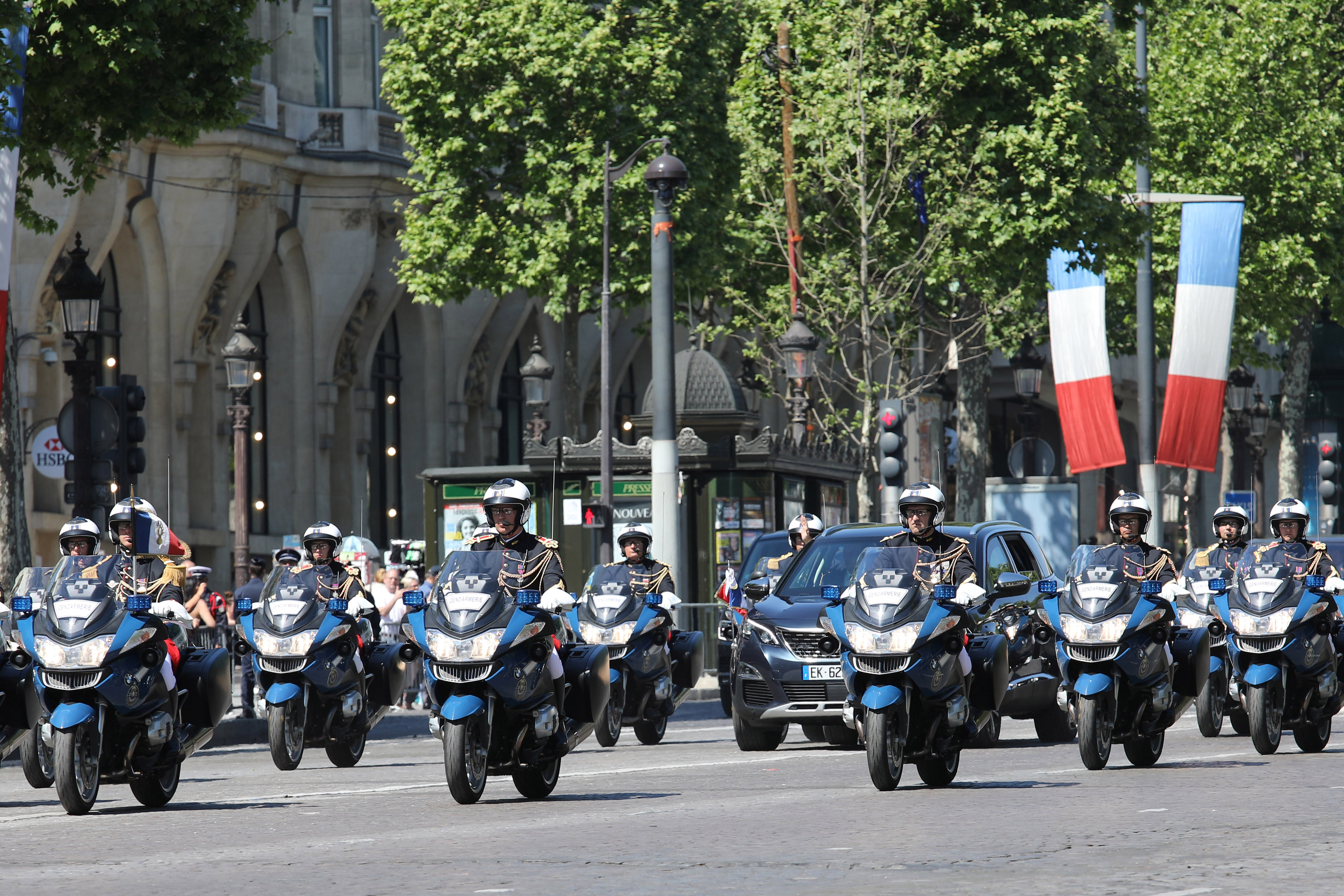
Escorte présidentielle - 8 mai 2018

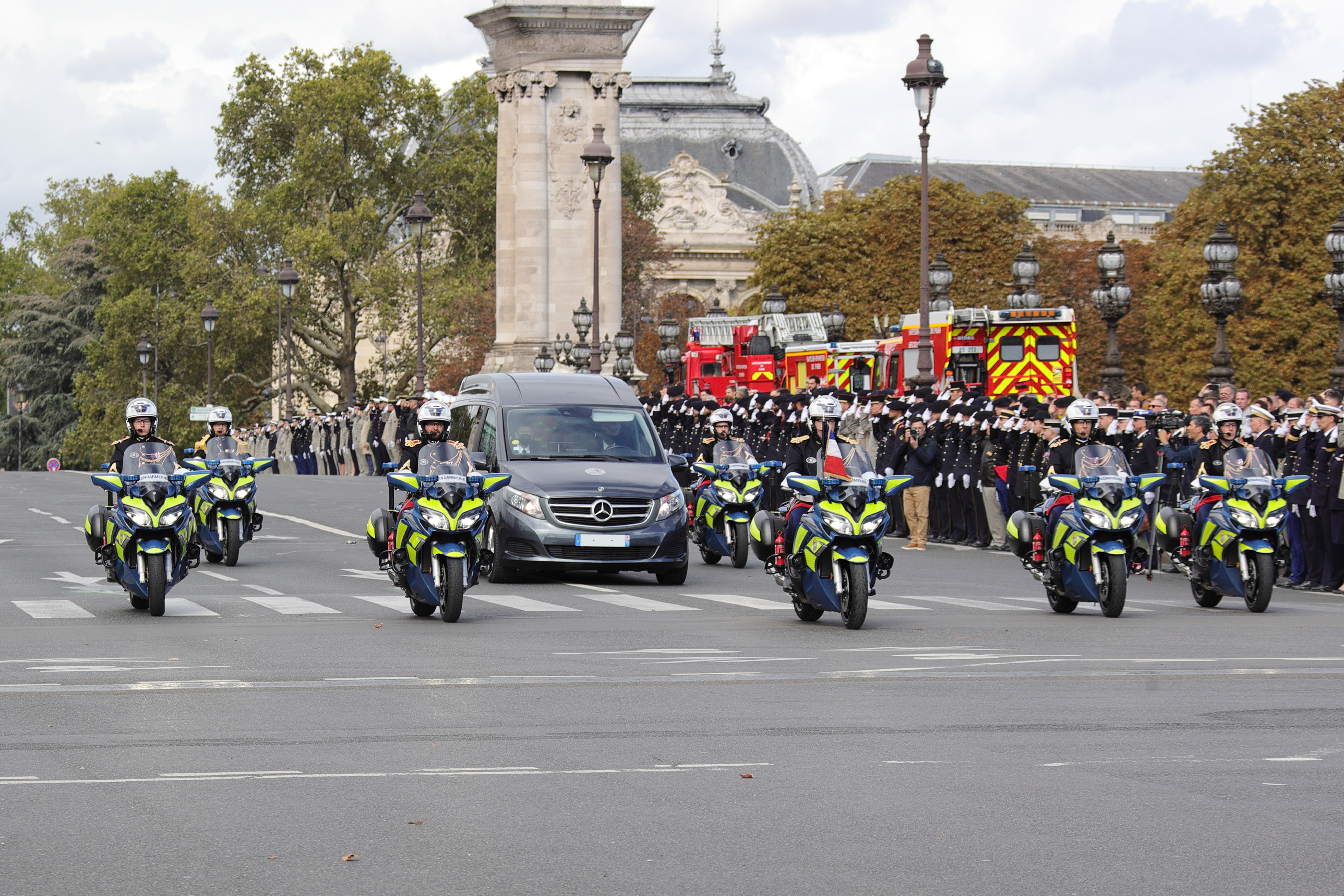
Escorte du corps d'un soldat français tombé au Mali - 29 septembre 2021

- Escorte du Président de la République française et des chefs d’État étrangers en visite officielle
- Escorte des hautes autorités, ainsi que des délégations militaires étrangères en visite officielle
- Escorte de convois sensibles, transferts de détenus etc[5].
- Renfort des escadrons départementaux de sécurité routière (EDSR) de la gendarmerie départementale
- Sécurité des grandes courses cyclistes : Tour de France, Paris-Roubaix, Paris-Nice, Paris-Camembert , etc.
- Sécurité du Tour auto
- Sécurité de la Course du cœur

## Organisation
L'unité est composée d'environ 90 personnels répartis en un groupe de commandement et trois pelotons.
Elle comporte également une équipe d'acrobatie qui participe à de nombreuses démonstrations (carrousels, pyramides etc.), tant en France qu'à l'étranger.

Présentation des missions de sécurité de l'escadron motocycliste
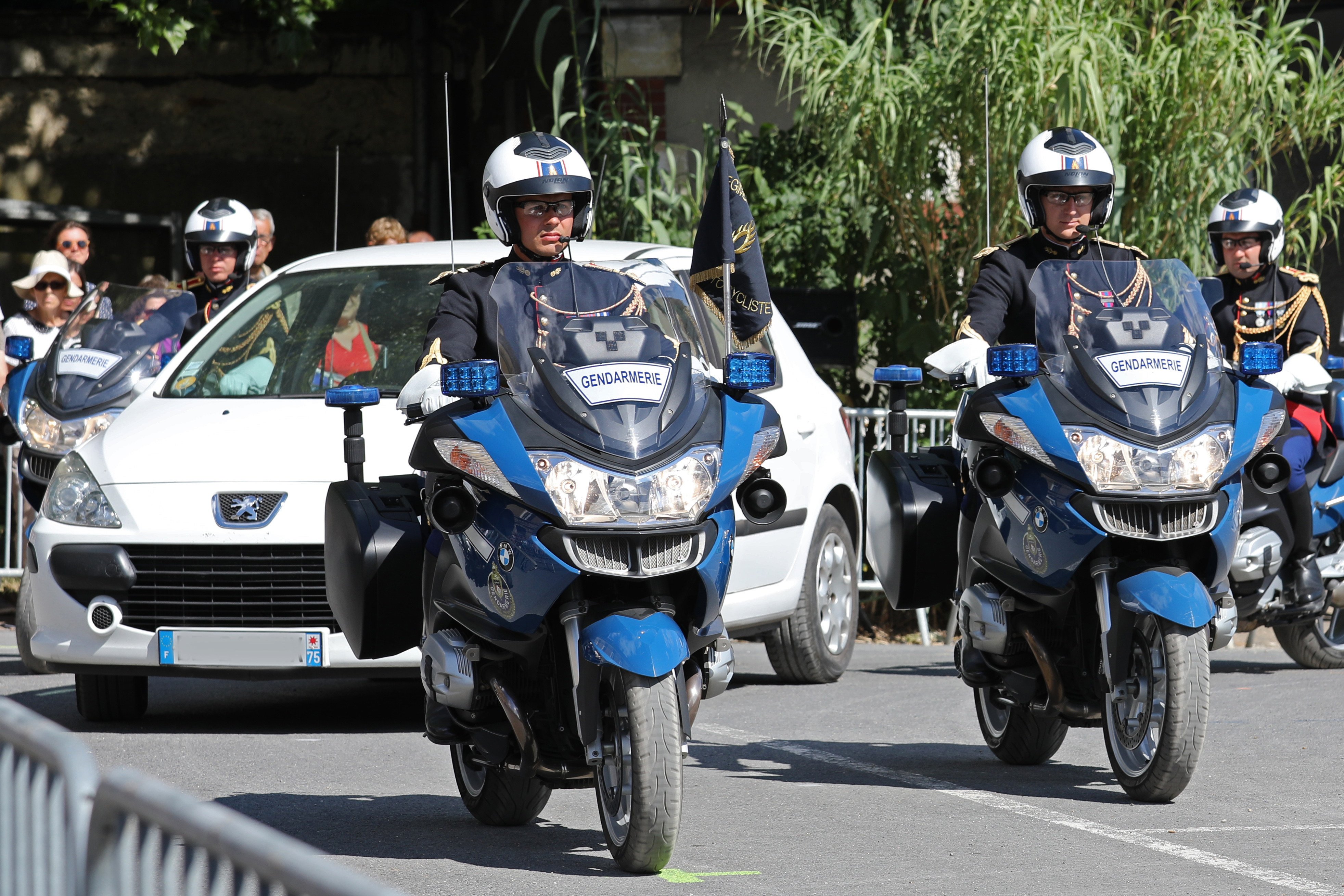
Démonstration d'escorte d'autorités
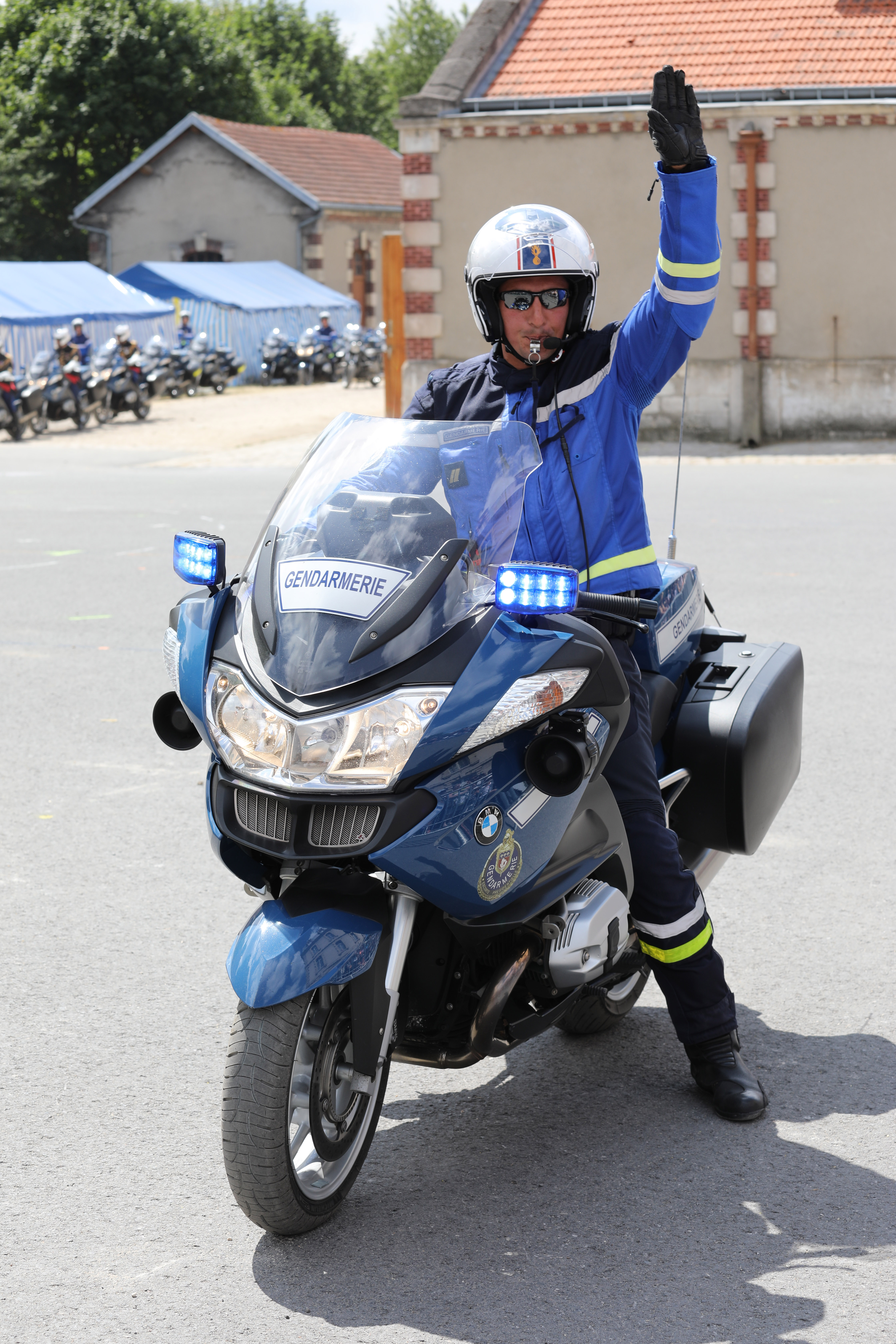
Démonstration d'escorte de convoi sensible
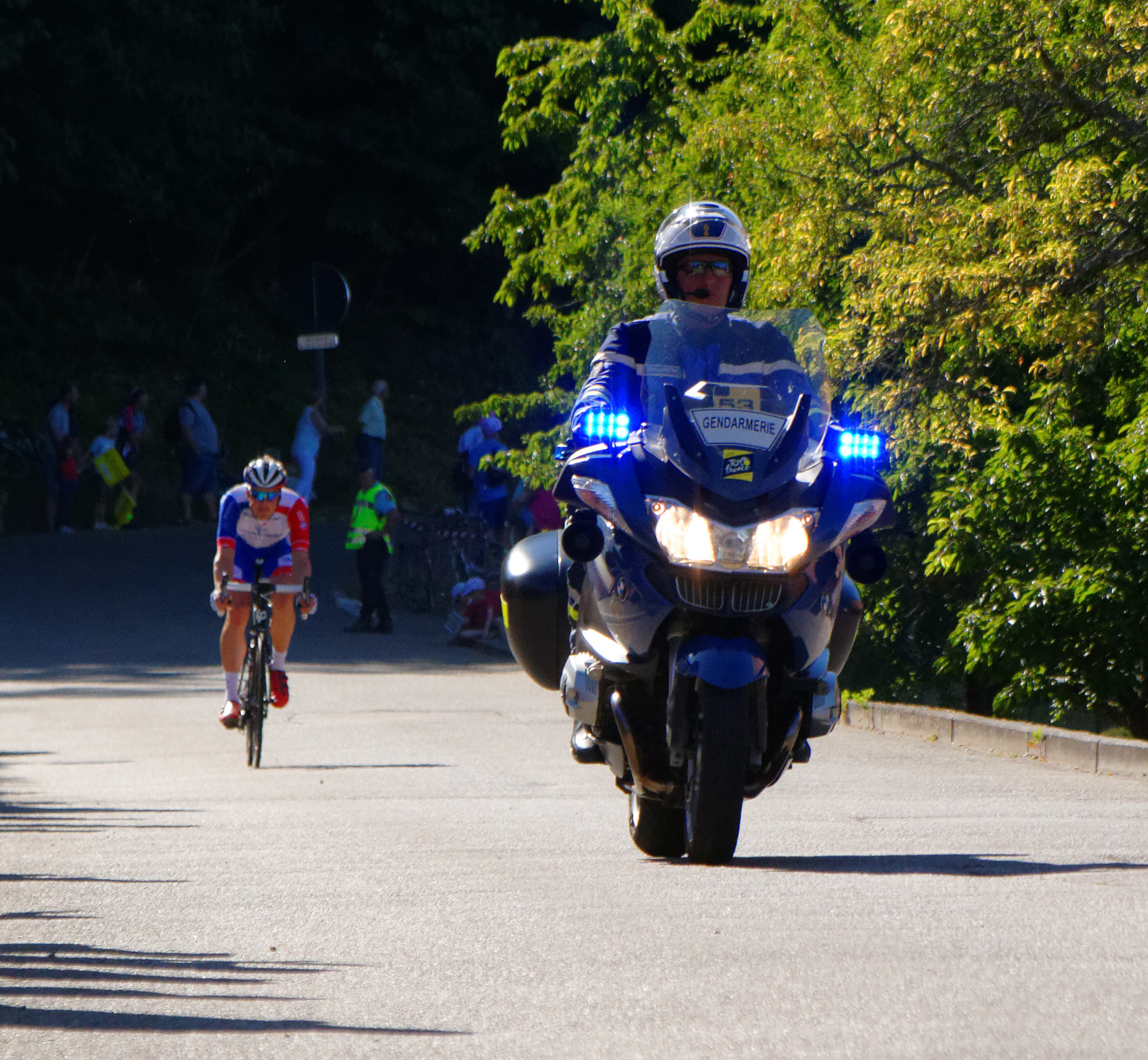
Sécurité de courses cyclistes. Ici, lors du Tour de France 2019

## Matériel

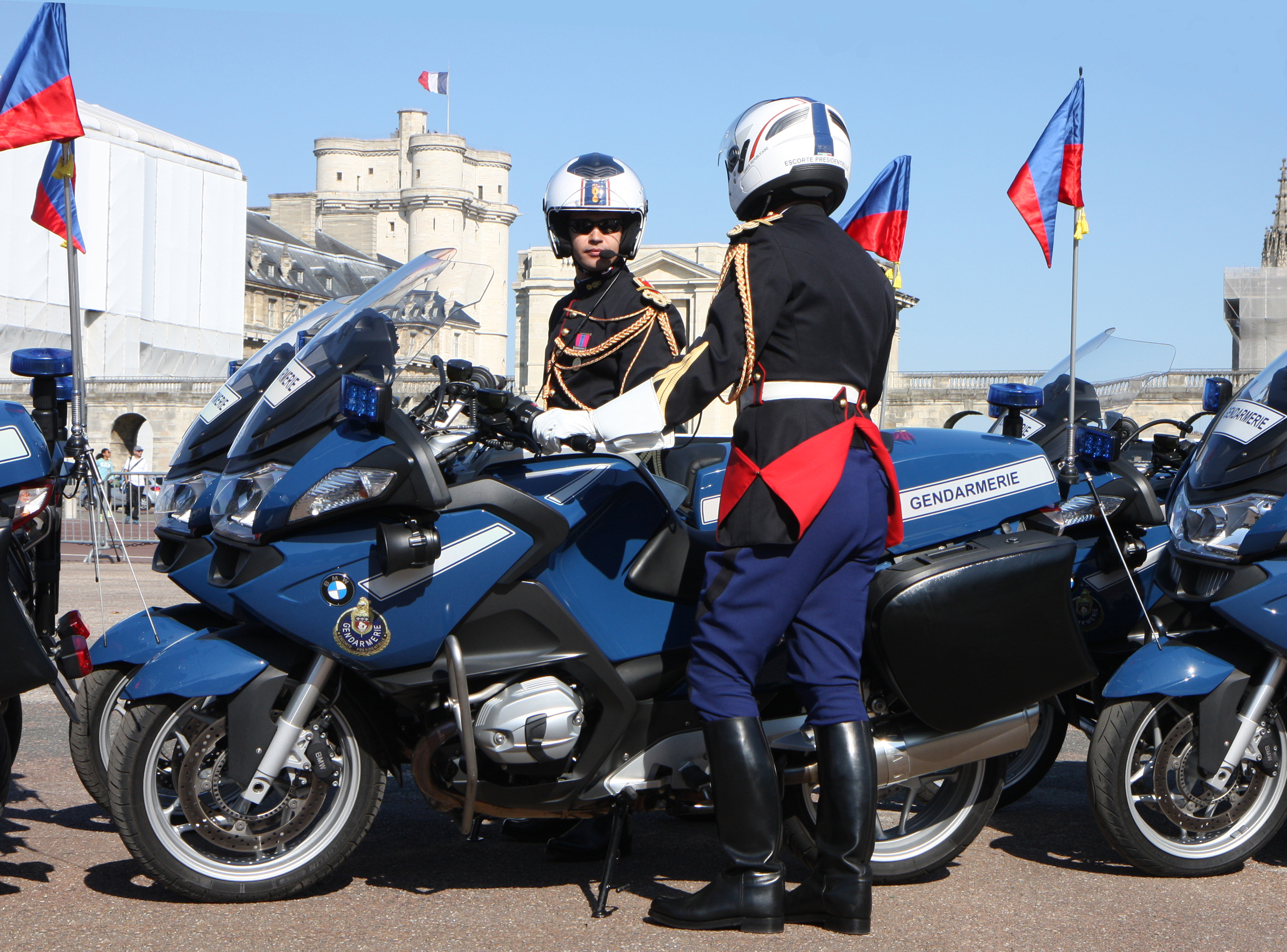
Gardes de l'escadron motocycliste

Depuis 2013, l'escadron est équipé de BMW R 1200 RT pour ses missions quotidiennes. L'équipe d’acrobatie utilise des motos BMW R 100 R, ainsi que des motos de saut Yamaha YZF 450, des motos tout terrain Yamaha Ténéré 700, des motos « échelles » Suzuki TU 250 et une Harley Davidson FLH 80 de 1 300 cm3.
Toutes les motos de l'escadron arborent l'emblème de l'unité. Il s'agit d'une rondache bleue qui comporte une roue dorée crantée sur sa périphérie, le « Bayard » doré de la Gendarmerie avec l'écu de la Garde Républicaine sur sa partie supérieure et l'inscription « gendarmerie » en capitales dorées au centre, ainsi que l'inscription « escorte présidentielle » en capitales dorées sous la roue crantée, entourée de lauriers.
Les motocyclistes de la Garde républicaine se différencient de leurs confrères de la gendarmerie départementale par leur casque blanc avec une flamme jaune sur l'avant et l'inscription « escorte présidentielle » sur l'arrière, et par leurs galons dorés (dans la gendarmerie départementale, ces derniers sont blancs).

Présentations et démonstrations de l'escadron motocycliste
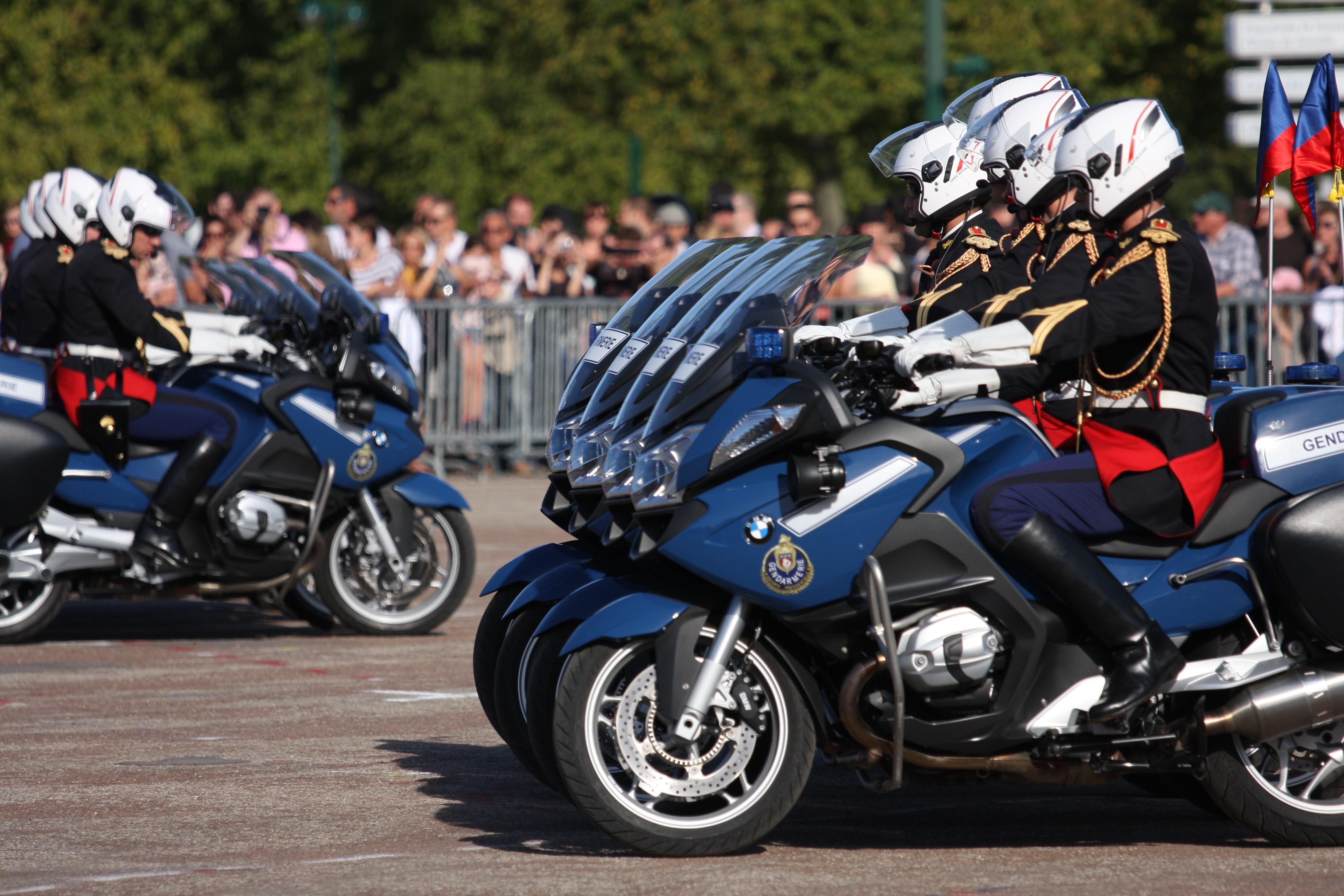
Carrousel motocycliste.
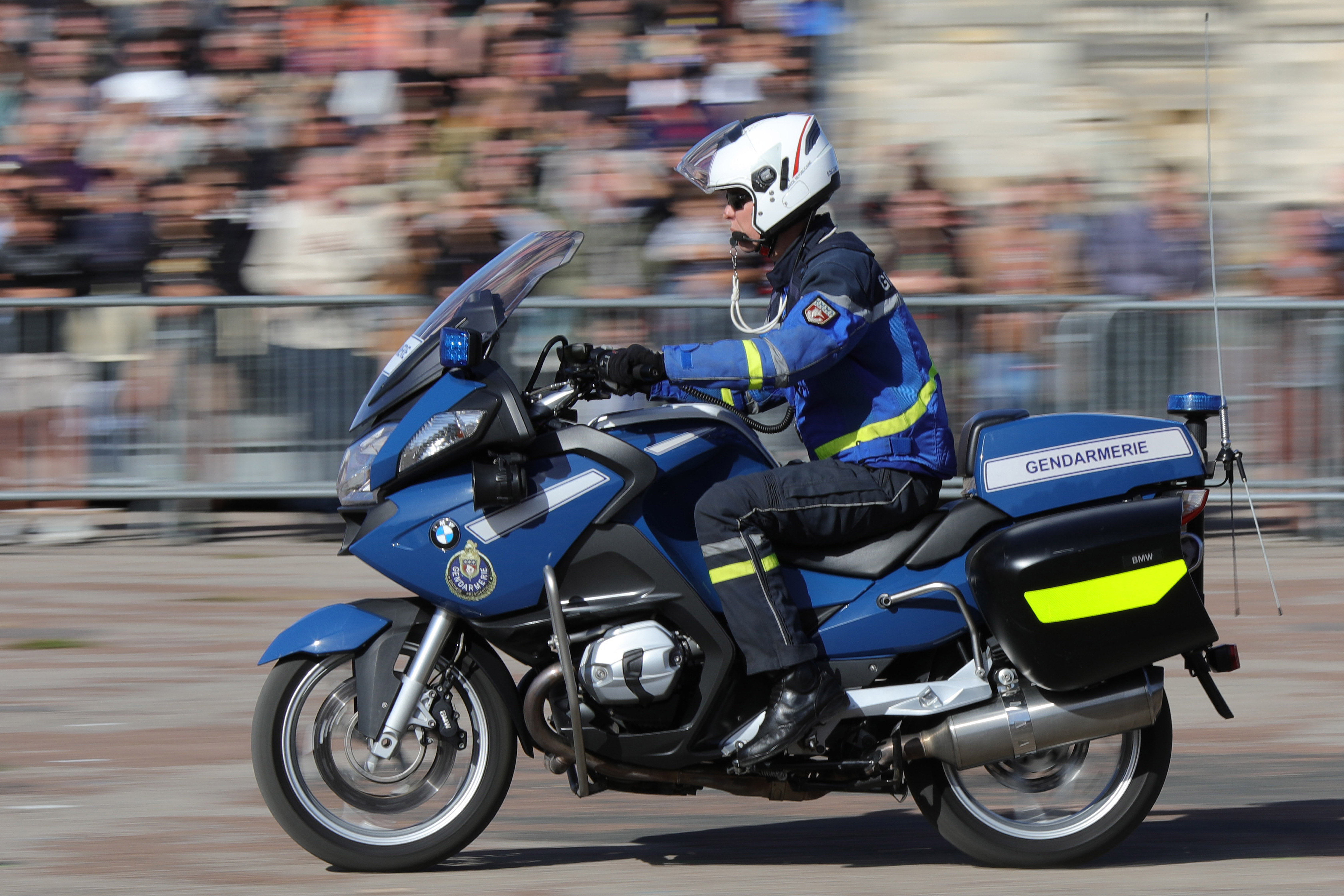
Présentation lors d'une journée portes ouvertes - 29 septembre 2018
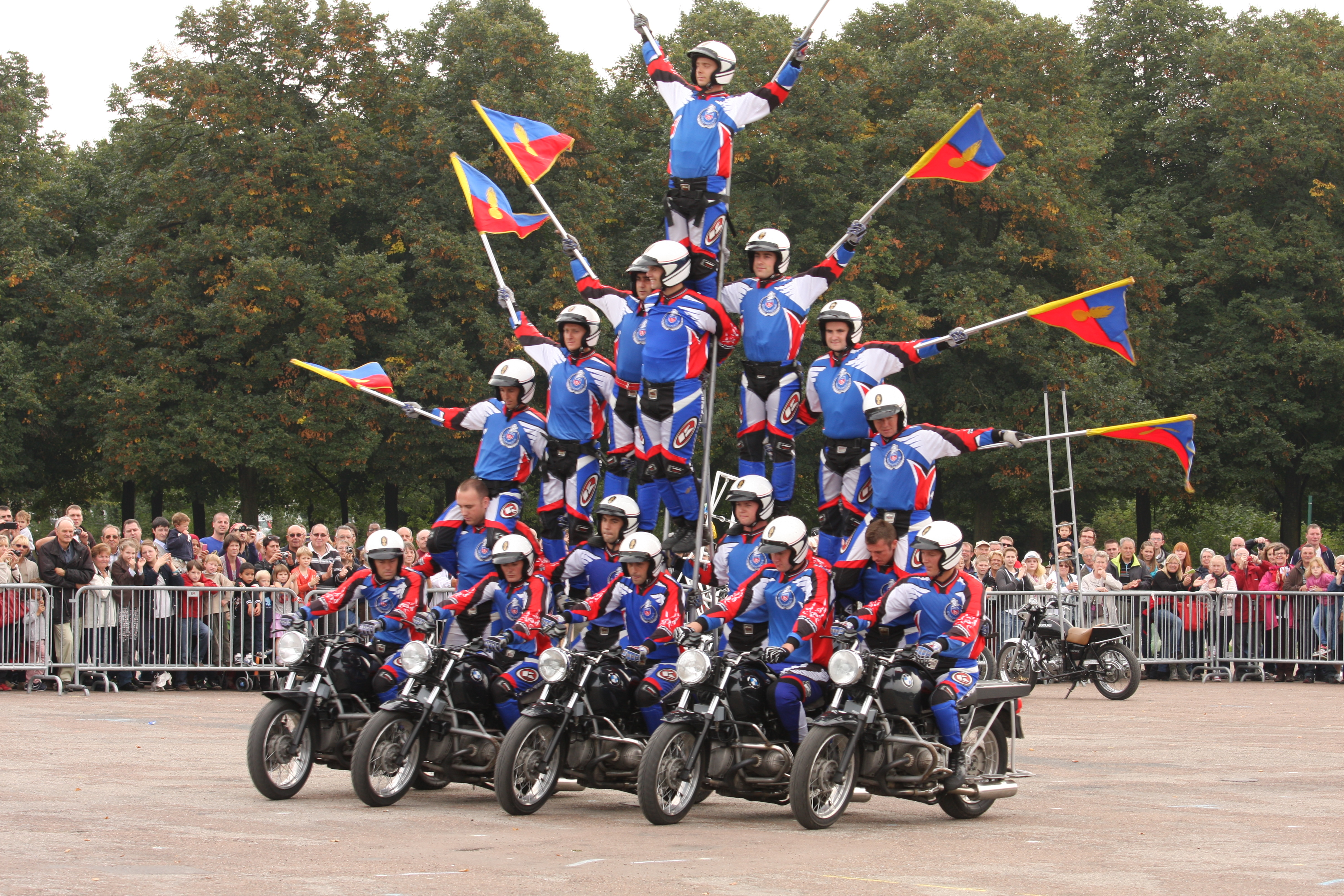
Équipe d'acrobatie.

## Recrutement
Le recrutement des personnels de l'escadron est ouvert à tous les sous-officiers et  sous officiers, 2 ans de permis moto sont nécessaires pour intégrer cette unité. Les sélections s'opèrent à Dugny, au sein de l'escadron.
Les élèves-gendarmes en école de gendarmerie peuvent également, au cours de leur formation, postuler aux tests de pré-sélection.